# José Leonidas Bustos
José Leonidas Bustos Martínez (Ibagué, Tolima) es un abogado colombiano. Fue magistrado y presidente de la Corte Suprema de Justicia de Colombia. En junio de 2021 el senado lo declaró indigno por ser uno de los líderes del Cartel de la Toga. Medios de prensa informaron que salió de Colombia hacia Canada. Su situación jurídica fue definida en un periodo de 3 años; en septiembre de 2022 la Corte Suprema de Justicia de Colombia dictó medida de aseguramiento y emitió orden de captura en su contra. A febrero de 2023 no había sido capturado, estaba prófugo y con orden de detención en firme.

## Estudios
Bustos estudió Derecho en la Universidad Libre. Según su curriculum vitae, obtuvo un magíster en Derecho Penal, y se especializó en ciencias penales. Fue candidato a doctor (PhD) en Sociología Jurídica e instituciones políticas de la Universidad Externado de Colombia.
En su hoja de vida publicada en el sitio web oficial de la Corte Suprema, Bustos aseguró que contaba con una maestría en derecho y teoría jurídica de la Universidad Nacional de Colombia, y otra maestría en derecho procesal y especialización en Filosofía del derecho y teoría jurídica de la Universidad Libre. Sin embargo, en abril de 2019 y según el medio de comunicación radial colombiano La FM citando a fuentes universitarias, Bustos habría cursado la maestría en derecho en la Universidad Nacional para el periodo en enero de 2003, pero no habría obtenido el grado de magíster.

## Magistrado de la Corte Suprema de Justicia de Colombia
Bustos llegó a la magistratura de la Corte Suprema de Justicia de Colombia en 2008. LLegó a la presidencia del máximo ente judicial de Colombia en 2015, reemplazando al magistrado Luis Gabriel Miranda Buelvas (2014). Fue reemplazado en la presidencia de la Corte por la magistrada Margarita Cabello Blanco (2016).

## Cartel de la toga
Desde 2017, Bustos, junto a otros magistrados, está involucrado en hechos de corrupción durante su tenuria como magistrado de la Corte Suprema de Justicia, en el que usó su posición para recibir sobornos y cambiar procesos judiciales en favor de los acusados, en un escándalo que fue llamado el Cartel de la toga.
Mientras que Musa Besayle aseguró que quien impuso como fiscal a Lui Gustavo Moreno fue el magistrado Leonidas Bustos.
El escándalo se dio a conocer cuando el entonces director de la Unidad Anticorrupción de la Fiscalía General de la Nación, Luis Gustavo Moreno y el abogado Leonardo Luis Pinilla fueron capturados en Bogotá, luego de haber recibido una coima por parte del investigado exgobernador del departamento de Córdoba, Alejandro Lyons, y a quien ofrecieron alterar su proceso. Moreno delató al magistrado Bustos, y aseguró que recibía dinero y costosas joyas de lujo como forma de pago. Bustos, el fiscal Moreno, el abogado Leonardo Luis Pinilla, el exmagistrado de la Corte Francisco Ricaurte, Gustavo Malo Fernández, Camilo Ruíz, y Camilo Tarquino usaron sus cargos y conexiones dentro de la Fiscalía y la Corte para recibir sobornos y cambiar o alterar procesos legales de funcionarios de alto perfil en el gobierno y las cortes.
Según el escrito de acusación en la Comisión de Acusaciones de la Cámara de Representantes, Bustos recibió "la suma de COP$ 200 millones de pesos en efectivo, producto del dinero dado por el senador Álvaro Ashton como anticipo de la negociación con él adelantada".
Además, el excongresista Musa Besayle aseguró que quien impuso como fiscal a Luis Gustavo Moreno fue el magistrado Bustos.
Su caso es investigado en la Comisión de acusaciones de la Cámara de Representantes de Colombia, investigación es liderada por el representante por el Centro Democrático, Edward Rodríguez.
Tras dictarle medida de aseguramiento de detención preventiva como presunto autor de concierto para delinquir, cohecho y tráfico de influencias, la Sala de Primera Instancia de la Corte Suprema de Justicia ordenó la captura de José Leónidas Bustos Martínez, quien fue expresidente de esa misma corporación.